# Karsówka (dopływ Raciążnicy)
Karsówka – rzeka, prawy dopływ Raciążnicy o długości 20,8 km. 
Wypływa w okolicach wsi Małachowo i płynie w kierunku północno-zachodnim. Mija miejscowości Warszewka i Nagórki-Olszyny a następnie, na południe od miasta Drobin, przecina drogę krajową nr 10 i zmienia kierunek na północno-wschodni. Dalej przepływa obok miejscowości: Niemczewo, Karsy, Łempino. Do Raciążnicy wpada w Raciążu.